# Siegfried Jaschinski
Siegfried Jaschinski (* 21. August 1954 in Leverkusen) ist ein deutscher Bankmanager. Er war vom 1. Januar 2005 bis 10. Juni 2009 Vorstandsvorsitzender der Landesbank Baden-Württemberg (LBBW).

## Ausbildung
Jaschinski studierte Geschichte und Philosophie in Düsseldorf sowie Betriebswirtschaft an der Universität zu Köln. 1981 wurde Siegfried Jaschinski in Alter Geschichte mit einer Dissertation über „Alexander und Griechenland unter dem Eindruck der Flucht des Harpalos“ promoviert.

## Laufbahn
Sein Einstieg in die Banklaufbahn begann 1982 beim Bankhaus Trinkaus und Burkhardt, 1986 folgte ein Engagement bei der Deutschen Bank AG in Frankfurt am Main. Von dort wechselte Jaschinski 1994 als Vorstandsmitglied zur SüdwestLB.
Nach der Fusion der SüdwestLB mit dem Marktteil der Landeskreditbank Baden-Württemberg und der Landesgirokasse Stuttgart zur Landesbank Baden-Württemberg (LBBW) verantwortete er im Vorstand das weltweite Firmenkundengeschäft, das Correspondent Banking Osteuropa/Asien/Lateinamerika/Afrika/Naher Osten, das Portfoliogeschäft Ausland, die Außenhandelsfinanzierungen, die Risikosteuerung Ausland für Kontrahenten- und Länderrisiken, das internationale Stützpunktnetz der Bank und die Entwicklung der deutschen Industrie- und Handelszentren.
2004 wurde er zum stellvertretenden Vorstandsvorsitzenden der Landesbank bestimmt, 2005 folgte er Hans Dietmar Sauer im Amt des Vorstandsvorsitzenden der LBBW. Wegen der möglichen Verlängerung seines zum Jahresende 2009 auslaufenden Vertrages wurden im Mai 2009 innerhalb der baden-württembergischen Landesregierung heftige Diskussionen geführt. Am 8. Mai 2009 wurde bekanntgegeben, dass sein Vertrag nicht verlängert wird. Am 11. Juni 2009 trat Hans-Jörg Vetter, der zuvor Vorstandsvorsitzender der Landesbank Berlin war, die Nachfolge Jaschinskis als Vorstandsvorsitzender der LBBW an. Bis zum 20. Mai 2009 war Jaschinski Mitglied des Verwaltungsrates der DekaBank Deutsche Girozentrale.
Von November 2007 bis Juni 2009 war Jaschinski auch Präsident des Bundesverbandes Öffentlicher Banken Deutschlands (VÖB). Er amtierte auch als Honorarkonsul der Vereinigten Mexikanischen Staaten in Stuttgart.
Zum 1. Januar 2011 trat Jaschinski als Vorstand und Aktionär in die MainFirst Bank AG, Frankfurt a. M., ein. 2014 verließ er die Investmentbank.
Im November 2012 erhob die Staatsanwaltschaft Stuttgart gegen Jaschinski und andere frühere und aktive Vorstandsmitglieder der LBBW Anklage. Der Vorwurf lautet auf unrichtige Darstellung der Bilanz im Zusammenhang mit Zweckgesellschaften. Der Prozess vor dem Landgericht Stuttgart begann am 6. Februar 2014. Bereits am 24. April 2014 stellte das Gericht das Verfahren unter der Auflage ein, dass Jaschinski 50.000 Euro an gemeinnützige Einrichtungen zahlt. Jaschinski und die Staatsanwaltschaft hatten sich damit einverstanden erklärt.
Seit Juni 2015 war Jaschinski Aufsichtsratsvorsitzender der Heidelberger Druckmaschinen AG. Diesen Posten hat er am 30. November 2019 niedergelegt.